# Volksblad

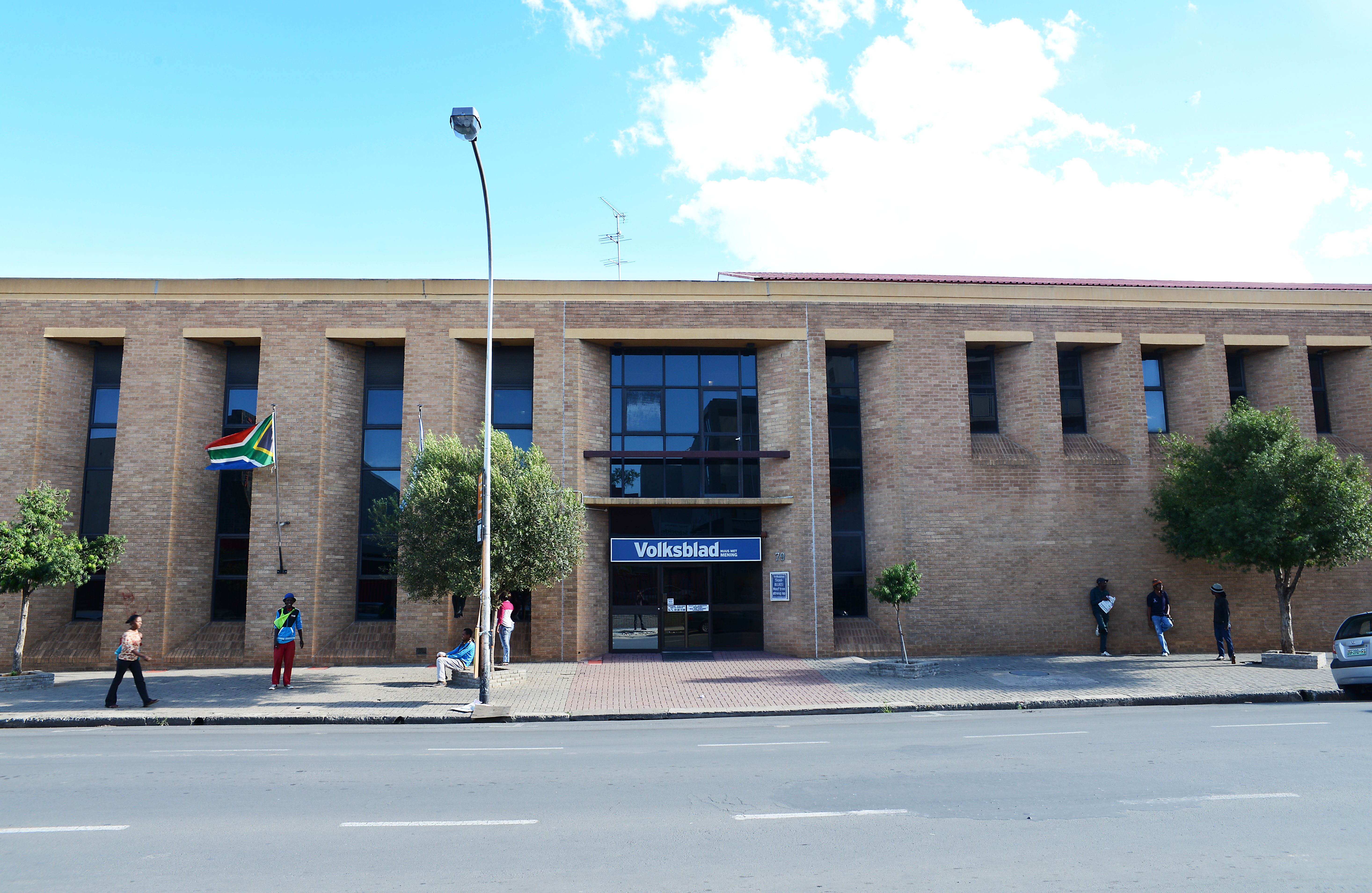

Volksblad è un quotidiano sudafricano in lingua afrikaans edito a Bloemfontein. Fondato nel 1904, è la più antica testata in lingua afrikaans del Sudafrica. È diffuso nelle province dello Stato libero e del Nordovest.

## Storia
Fu fondato da Hendrik de Graaf il 18 novembre 1904 a Potchefstroom come Het Westen. Era un settimanale di quattro pagine in lingua olandese. Il giornale si dedicava agli interessi e allo sviluppo del popolo afrikaner delle ex Repubbliche indipendenti dello Stato Libero d'Orange e del Transvaal all'indomani della seconda guerra anglo-boera (1899-1902).
Il 26 marzo 1915 Het Westen cambiò nome in Het Volksblad, perché non era più un giornale regionale per l'allora Transvaal occidentale, ma piuttosto un giornale a tutti gli effetti per la “nazione” o volk.
L'anno successivo, dopo che il generale Christiaan de Wet e altri leader indipendentisti dello Stato Libero chiesero a De Graaf di spostare il suo giornale nello Stato Libero, la sede fu trasferita a Bloemfontein, cuore del nazionalismo afrikaner.
Il 15 settembre 1917 la Nasionale Pers acquistò Het Volksblad per 16.000 sterline e il 20 novembre dello stesso anno il nome fu cambiato in Die Volksblad. Il 2 ottobre 1925 Die Volksblad divenne un quotidiano. Rimase un quotidiano mattutino fino al 29 luglio 1933, quando divenne un quotidiano pomeridiano per quasi sei decenni.
Durante il periodo dell'apartheid, il Die Volksblad, come molti giornali afrikaans, sostenne le politiche dei governi del Partito Nazionale. Durante gli anni da studente a Bloemfontein, il futuro capo di Stato sudafricano Pieter Willem Botha fu giornalista part-time del Volksblad.
Nel 1974 Nasionale Pers fondò un nuovo giornale a Johannesburg, Beeld. In conseguenza Die Volksblad subì perdite di diffusione a favore del nuovo quotidiano, specialmente nel Nordovest e nel Transvaal occidentale.
A partire dal 1982, sotto la guida del suo caporedattore Hennie van Deventer, il Volksblad, che fino a quel momento aveva seguito una linea conservatrice ed era stato classificato come organo ufficiale del Partito Nazionale, adottò una linea riformista ancora più esigente di quella praticata dal presidente Botha, incoraggiandolo a smantellare delle leggi sull'apartheid. Il suo sostegno a Frederik de Klerk nel conservatore Stato libero d'Orange fu senza dubbio decisivo nel referendum del 17 marzo 1992, in cui il capo di Stato sudafricano chiese agli elettori bianchi di sostenere la politica del governo sudafricano di condurre negoziati costituzionali con l'obiettivo finale di istituire un governo non razziale in Sudafrica.
Il 4 marzo 1991 il giornale tornò ad uscire al mattino.
Il 20 aprile 2001 il “Die” è scomparso ufficialmente dal nome e il giornale è diventato Volksblad.